# Pombo de guerra

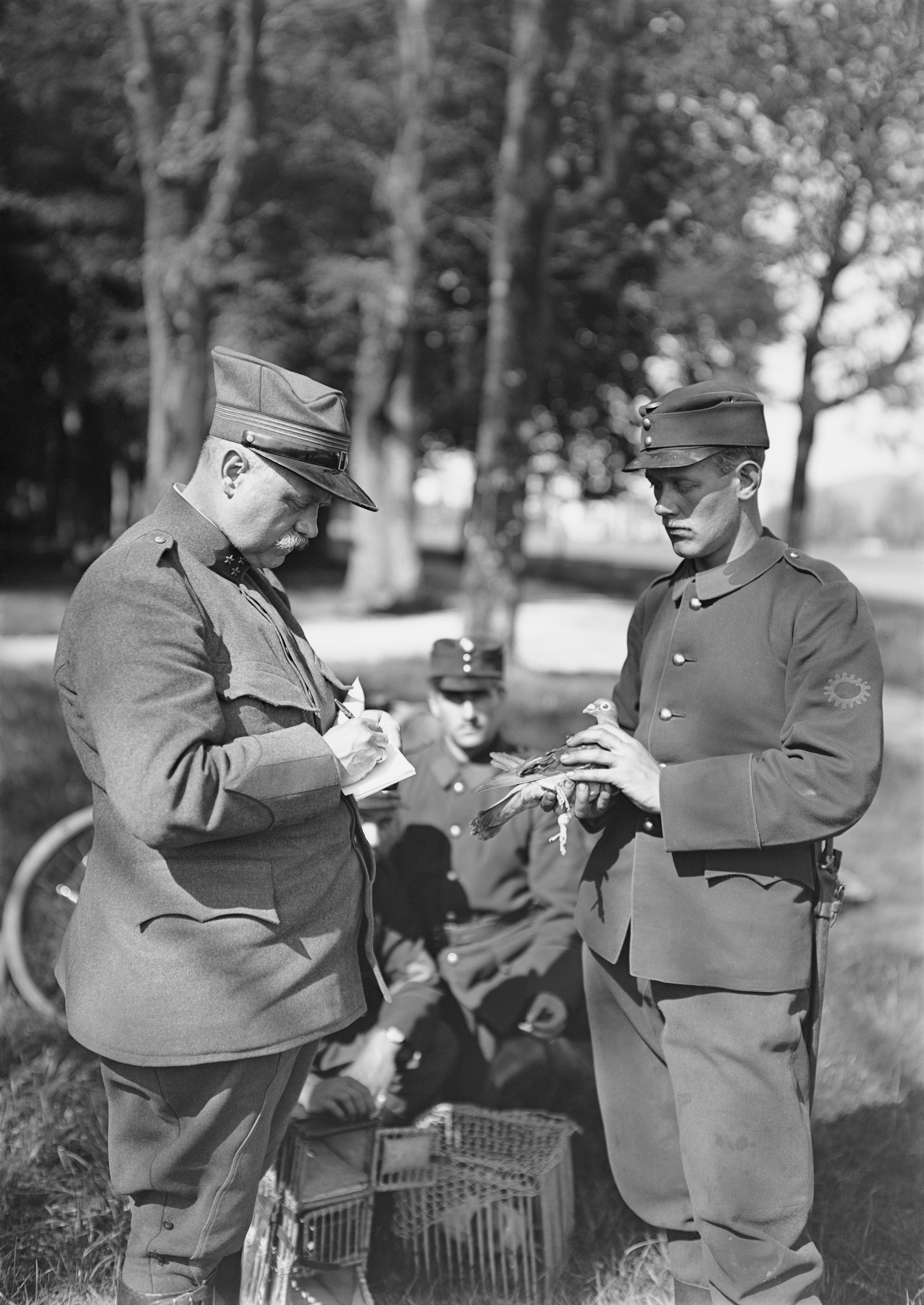
Envio de uma mensagem por pombo-correio dentro do Exército Suíço durante a Primeira Guerra Mundial

Os pombos-correio há muito desempenham um papel importante na guerra. Devido à sua capacidade de retorno, velocidade e altitude, eles eram frequentemente usados como mensageiros militares. Pombos-correio da raça Racing Homer foram usados para transportar mensagens na Primeira Guerra Mundial e naSegunda Guerra Mundial, e 32 desses pombos foram presenteados com a Medalha Dickin.  Medalhas como a Croix de Guerre, concedida a Cher Ami, e a Medalha Dickin concedida aos pombos G.I. Joe e Paddy, entre outras 32, foram concedidas a pombos pelos seus serviços no salvamento de vidas humanas.
Durante a Primeira Guerra Mundial e a Segunda Guerra Mundial, pombos-correio foram usados para transportar mensagens de volta para seu galinheiro atrás das linhas. Quando pousassem, os fios no galinheiro tocariam uma campainha ou campainha e um soldado do Corpo de Sinalização saberia que uma mensagem havia chegado. O soldado iria até o galinheiro, retiraria a mensagem da caixa e a enviaria ao seu destino por telégrafo, telefone de campo ou mensageiro pessoal.
O trabalho de um pombo-correio era perigoso. Nas proximidades, os soldados inimigos muitas vezes tentavam abater pombos, sabendo que as aves libertadas transportavam mensagens importantes. Alguns destes pombos tornaram-se bastante famosos entre os soldados de infantaria para quem trabalhavam. Um pombo, chamado “Spike”, voou 52 missões sem receber um único ferimento.  Outro, chamado Cher Ami, perdeu o pé e um olho, mas sua mensagem foi transmitida, salvando um grande grupo de soldados da infantaria americana cercados.

## História
Antes do advento do rádio, os pombos-correio eram frequentemente usados no campo de batalha como meio de uma força móvel se comunicar com um quartel-general estacionário. No século VI a.C., Ciro II, rei da Pérsia, utilizou pombos-correio para comunicar com diversas partes do seu império.  Na Roma Antiga, Júlio César utilizava pombos para enviar mensagens ao território da Gália. 
Durante a Guerra Franco-Prussiana do século XIX (1870-1871), os parisienses sitiados usaram pombos-correio para transmitir mensagens para fora da cidade; em resposta, o exército prussiano sitiante empregou falcões para caçar os pombos.  Os militares franceses usaram balões para transportar pombos-correio além das linhas inimigas.  Imagens de microfilme contendo centenas de mensagens permitiram que cartas fossem transportadas para Paris por pombos vindos de lugares tão distantes quanto Londres. Mais de um milhão de mensagens diferentes viajaram por aqui durante o cerco de quatro meses. Descobriu-se então que eram muito úteis, e os pombos-correio foram bem considerados na teoria militar que antecedeu a Primeira Guerra Mundial.

## Primeira Guerra Mundial

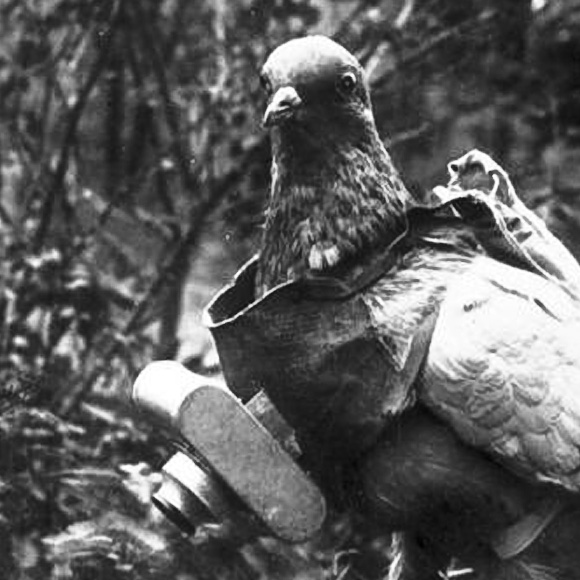
Pombo-câmera não tripulado alemão (provavelmente reconhecimento aéreo na Primeira Guerra Mundial)

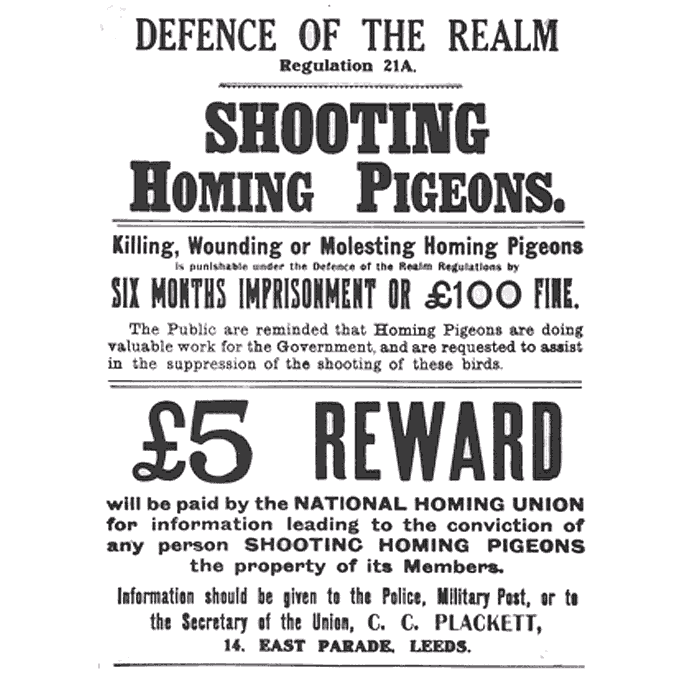
Cartaz britânico da Primeira Guerra Mundial sobre a matança de pombos de guerra sendo uma ofensa sob o Regulamento 21A da Lei de Defesa do Reino

Os pombos-correio foram amplamente utilizados durante a Primeira Guerra Mundial. Em 1914, durante a Primeira Batalha do Marne, o exército francês avançou 72 pombais com as tropas. O Corpo de Sinalização do Exército dos EUA usou 600 pombos somente na França.
Um de seus pombos-correio, um galo Blue Check </ref> chamado Cher Ami, foi premiado com a "Croix de Guerre com palma" francesa pelo serviço heroico na entrega de 12 mensagens importantes durante a Batalha de Verdun. Em 1918, ele entregou uma mensagem apesar de ter levado um tiro no peito ou na asa. A mensagem crucial, encontrada na cápsula pendurada em um ligamento de sua perna quebrada, salvou 194 soldados norte-americanos do “Batalhão Perdido” da 77ª Divisão de Infantaria.  
Os aviadores da Marinha dos Estados Unidos mantinham 12 estações de pombos na França, com um inventário total de 1.508 pombos quando a guerra terminou. Pombos foram transportados em aviões para retornar rapidamente mensagens a essas estações, e 829 pássaros voaram em 10.995 patrulhas de aeronaves durante a guerra. Os aviadores das 230 patrulhas com mensagens confiadas aos pombos jogavam o pombo portador da mensagem para cima ou para baixo, dependendo do tipo de aeronave, para mantê-lo fora da hélice e longe do fluxo de ar em direção às asas e suportes da aeronave. Onze dos pombos atirados desapareceram em combate, mas as 219 mensagens restantes foram entregues com sucesso. 
Os pombos eram considerados um elemento essencial da comunicação da aviação naval quando o primeiro porta-aviões dos Estados Unidos USS Langley foi comissionado em 20 de março de 1922, então o navio incluía um pombal na popa.  Os pombos foram treinados no Estaleiro Naval de Norfolk enquanto Langley estava em conversão. Desde que os pombos fossem soltos aos poucos para exercício, eles voltavam ao navio; mas quando todo o rebanho foi solto enquanto Langley estava ancorado na ilha de Tânger, os pombos voaram para o sul e empoleiraram-se nos guindastes do estaleiro de Norfolk.  Os pombos nunca mais foram para o mar. 

## Segunda Guerra Mundial e implantações posteriores

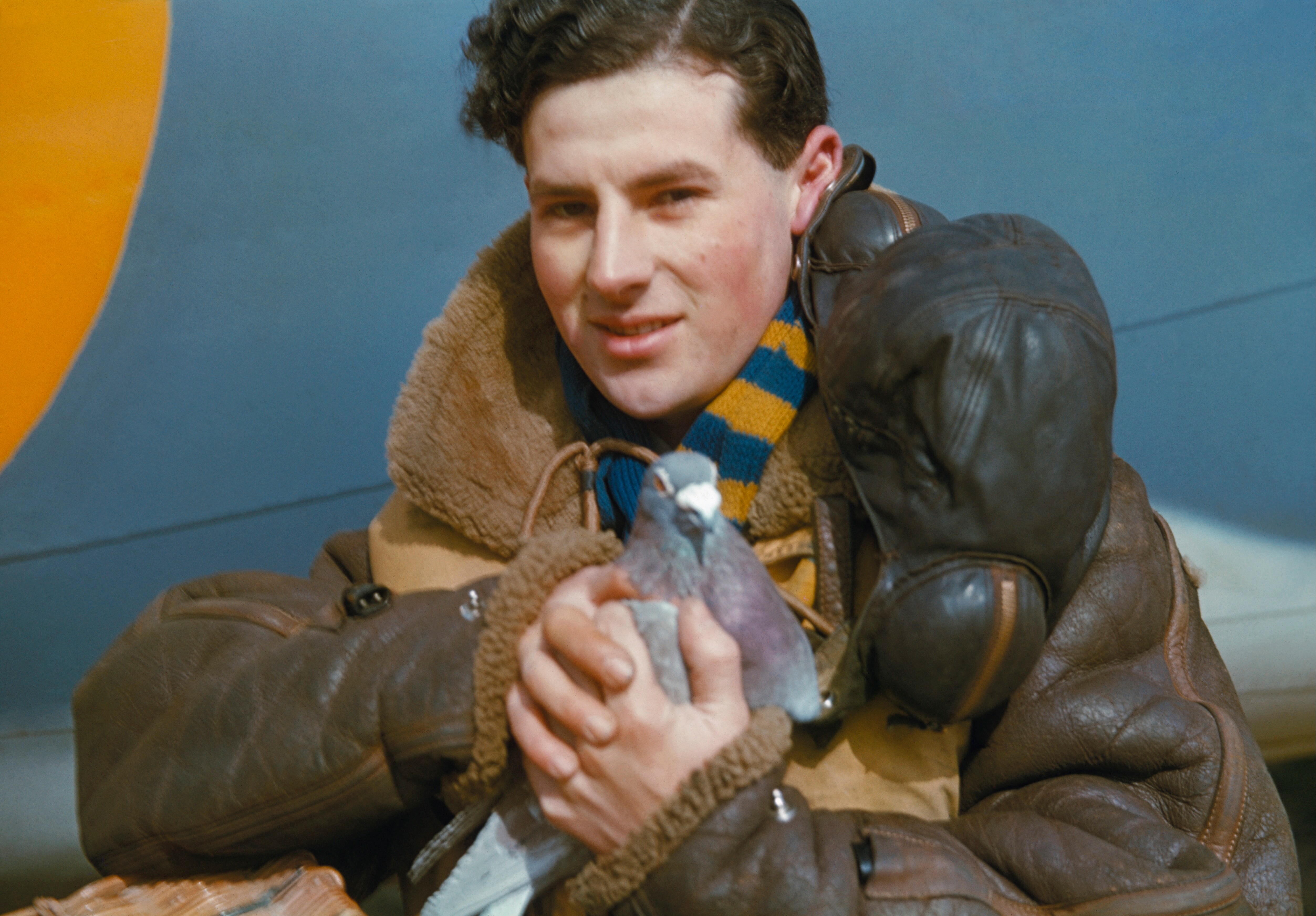
Um membro da tripulação do Comando Costeiro da RAF em um Lockheed Hudson segurando um pombo-correio, 1942

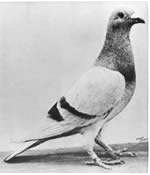
"William de Orange" que serviu militarmente na Segunda Guerra Mundial

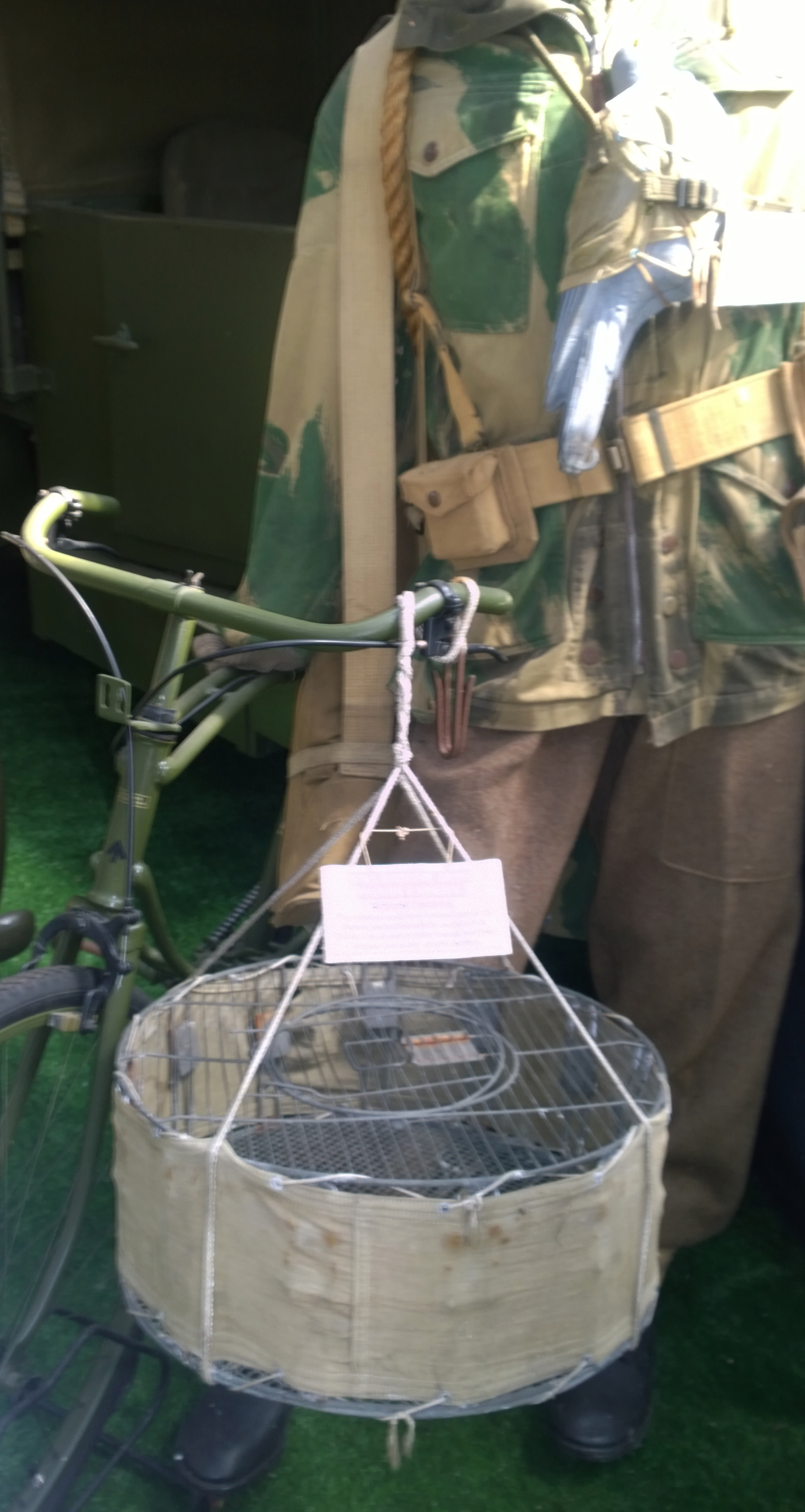
Transportador de pombos de guerra no History on Wheels Museum, Eton Wick, Windsor, Reino Unido: O pombo seria libertado levando mensagens importantes para casa.

Durante a Segunda Guerra Mundial, o Reino Unido usou cerca de 250.000 pombos-correio para muitos propósitos, incluindo a comunicação com aqueles que estavam atrás das linhas inimigas, como o espião belga Jozef Raskin. A Medalha Dickin, a mais alta condecoração possível pelo valor dado aos animais, foi concedida a 32 pombos, incluindo G.I. Joe, do Serviço de Pombos do Exército dos Estados Unidos, e o pombo irlandês Paddy.
O Reino Unido manteve a Seção de Pombos do Ministério da Aeronáutica durante a Segunda Guerra Mundial e por algum tempo depois disso. Um Comité de Política de Pombos tomou decisões sobre a utilização de pombos em contextos militares. A chefe da seção, Lea Rayner, relatou em 1945 que os pombos poderiam ser treinados para lançar pequenos explosivos ou armas biológicas em alvos precisos. As ideias não foram aceitas pelo comitê e, em 1948, os militares do Reino Unido declararam que os pombos não tinham mais utilidade. Durante a guerra, os pombos mensageiros podiam obter uma dose especial de milho e sementes, mas assim que a guerra terminou, esta foi cancelada e qualquer pessoa que criasse pombos teria de recorrer ao seu próprio milho e sementes racionados para alimentar também os pombos.  No entanto, o serviço de segurança britânico MI5 ainda estava preocupado com a utilização de pombos pelas forças inimigas. Até 1950, eles providenciaram que 100 aves fossem mantidas por um columbófilo civil, a fim de se preparar para qualquer eventualidade. O exército suíço dissolveu sua seção de pombos em 1996. 

## Século XXI
Em 2010, a polícia indiana expressou suspeitas de que um pombo recentemente capturado no Paquistão poderia estar transportando uma mensagem do Paquistão.  Em 2015, um pombo do Paquistão foi registrado nos registros indianos como “suspeito de espião”.  Em maio de 2020, outro suposto pombo espião paquistanês foi capturado pelas forças de segurança indianas em Jammu e Caxemira.  Depois de não encontrarem nada suspeito, as autoridades indianas libertaram o pombo de volta ao Paquistão. 
Em 2016, um oficial da fronteira jordaniana disse numa conferência de imprensa que os militantes do Estado Islâmico estavam a usar pombos-correio para entregar mensagens a agentes fora do seu "chamado califado". 

## Pombos de guerra decorados
No total, 32 pombos foram condecorados com a Medalha Dickin  incluindo: 
- Winkie (1943)
- Commando (1944)
- Paddy (1944)
- William de Orange  (1944)
- Maria de Exeter (1945)
- G.I. Joe (1946)
- Gustav (1944)
- Beach Comber (1944)